# The Bear Quartet
I The Bear Quartet sono un gruppo indie rock svedese attivo dal 1989.

## Formazione

### Formazione attuale
- Mattias Alkberg - voce, chitarre
- Jari Haapalainen - chitarre
- Peter Nuottaniemi - basso
- Jejo Perkovic - batteria
- Carl Olsson - tastiere

### Ex componenti
- Johan Forsling
- Magnus Olsson
- Urban Nordh
- Björn Olsson

## Discografia

### Album
- 1992 – Penny Century
- 1993 – Cosy Den
- 1993 – Family Affair
- 1995 – Everybody Else
- 1995 – Holy Holy
- 1997 – Moby Dick
- 1998 – Personality Crisis
- 2000 – My War
- 2001 – Gay Icon
- 2002 – Ny våg
- 2003 – Early Years
- 2003 – Angry Brigade
- 2005 – Saturday Night
- 2006 – Eternity Now
- 2009 – 89
- 2010 – Monty Python